# Буковинска овчарка
Буковинската овчарка (на румънски: Ciobănesc românesc de Bucovina) е порода кучета, произхождаща от областта Буковина в северна Румъния. Тя е много силно и масивно куче и векове наред е предпочитана от румънските овчари в планината Карпати. В началото е използвана да предпазва стадата домашни животни от хищници и крадци. Днес буковинската овчарка става все по-популярна сред хора, живеещи в градове, които ги използват като пазачи или просто домашни любимци, за което допринася техният добър характер и разбиране с децата. Тя е една от трите породи румънски овчарски кучета, заедно с миорит (Барак) и карпатска овчарка (Зъвод).

## Описание

### Характеристики
Главата на буковинската овчарка е масивна, леко повдигната, запазвайки гръбната линия. Черепът е сравнително дълъг. Стопът е леко маркиран. Носът е черен, добе развит и широк. Муцуната има формата на пресечен конус, със същата дължина като черепа, добре развита. Устните са дебели, добре сложени и с добра пигментация. Екземплярите от породата е добре да имат силни челюсти, като здравите зъби имат ножична захапка. Може захапката да е на нива. Бузите не изпъкват. Очите са малки в сравнение с измеренията на черепа, с форма на бадем и полегати, с кестеняв цвят или леко по-светъл, но никога жълт. Клепачите са добре оцветени. Ушите са високо поставени, с форма на буквата „V“, завъртяни върхове, клепнали, много близо до бузите. Вратът е средно дълъг, обемист и силен, без гуша. Мускулестото тяло е масивно с добре поддържан гръб. Гръдният кош е широк и висок, достигащ лактите, с добре извити ребра. Когато кучето е отпочинало, то си дължи опашката ниско долу, достигайки колената и даже по-ниско. Когато кучето е забелязало нещо и търси внимание или действа, опашката се вдига. В този случай тя може да достигне над гърба, като се завърти на него. Кожата е дебела и тъмносива. Козината е къса на главата и предната част на краката. На тялото козината е обилна, права, по-дебела и по-твърда, дълга 6 – 9 см. Подкосъмът е по-къс и дебел с по-светъл цвят. Козината на врата е по-дълга и образува грива. В задната част на краката има части (т.н. „труфила“) със средна дължина на косъма. Опашката е рунтава, покрита с по-дълга и по-дебела козина. Основният цвят на козината трябва да е бял с добре очертаващи се петна, оцветени в пясъчно-въгленово, черно или бриндл. Може да има малки петна в черно или друг цвят в задната част на краката. Напълно белите или черни екземпляри не са предпочитани нито от собствениците, нито на изложенията.

### Характер
Буковинската овчарка е селектирана да охранява стада от овце и крави. Тези кучета са отлични пазачи. Тази порода има стабилен характер, спокойна и много отдадена е и обича деца. Няма доверие на непознати. Като отличен пазач на овце, буковинската овчарка е много смела и склонна към битки в ситуации, които включват потенциални хищници. Кучетата от тази порода лаят много силно. Ако непознати или други животни се доближат до територията ѝ, тя го съобщава с дълбок проницателнен лай. През нощта тя патрулира около оборите и стадата. Възрастната буковинска овчарка има нужда от голямо пространство за бягане като например обширен заден двор.

## История
Буковинската овчарка е създадена в планината Карпати в Буковина, северозападна Румъния. Там тя е използвана за охрана на добитъка и като куче-пазач. Други имена на буковинската овчарка са дулъу (овчарка) и къпъу. Първият стандарт е създаден през 1982 г. и поправен през 2001 г. от Румънската киноложка асоциация (Asociaţia Chinologică Română). Породата е призната от Международната федерация по кинология през 1987 г. в Йерусалим. Най-новият стандарт е от 29 март 2002 г.
Буковинската овчарка не е призната напълно поради скорошното си признаване, докато нейните подобни породи вече са признати напълно.